# Ty Segall
Pour les articles homonymes, voir Segall.
Ty Segall, né le 8 juin 1987 à Laguna Beach (Californie), est un chanteur, guitariste et batteur américain.
Multi-instrumentiste, il a fait de la guitare et la batterie ses instruments de prédilection, mais enregistre la grande majorité de ses albums seul. Il en comptabilise à ce jour sept en solo plus un avec le Ty Segall Band, et ses nombreux projets parallèles (The Traditional Fools, Epsilons, Party Fowl, Sic Alps, The Perverts, Fuzz) et diverses collaborations musicales rendent compte d'un artiste prolifique.

## Biographie
Ty grandit dans le Comté d'Orange, à l’extrême sud de la Californie. Fils adoptif d'une mère musicienne et d'un père agent immobilier, il consacre beaucoup de temps à sa passion et fondera les Traditional Fools, The Superstitions (avec lesquels il enregistrera l'un de ses premiers disques, Halfnonagon,) mais surtout Epsilons, formé autour de 2005 (alors qu'à 17 ans, il débarque à Los Angeles pour poursuivre ses études), groupe orienté surf-garage qui connaîtra un certain succès, notamment avec l'album Killed ’Em Deader ’N A Six Card Poker Hand paru en 2007. Cette année marque un tournant dans la carrière naissante du jeune artiste, qui délaisse ses études pour se lancer alors pleinement dans la musique. Il composera dès lors ce qui apparaîtra comme son premier album solo, Horn the Unicorn, EP aujourd'hui introuvable. Le reste des Epsilons formera les Moonhearts, avec lesquels Ty aura encore beaucoup affaire.
En 2008, il fait la rencontre du leader du groupe local Thee Oh Sees, John Dwyer. Celui-ci, impressionné par ses performances scéniques loufoques (il assiste à un concert où Ty assure guitare, tambourin et grosse caisse), lui propose de l'épauler dans l'enregistrement d'un effort solo digne de ce nom. L'album auquel il donnera son nom sortira cette même année, mais le succès peine encore à se montrer. Il s'engage dès lors dans un véritable marathon créatif, publiant sans relâche sous de nombreux labels et à grand renfort de collaborations, par exemple Lemons (2009), un second disque solo cette fois bien accueilli par la critique et dans le même temps Reverse Shark Attack, avec Mikal Cronin, ex-Epsilons et actuel Moonhearts. Les années qui suivent sont marquées par la publication d'au minimum un album par an, ce qui lui vaut une solide réputation auprès de ses pairs et une notoriété outre-Atlantique toujours croissante[réf. nécessaire].
2012 est une année faste qui combine les parutions de Twins, son 5e album solo, Slaughterhouse, fruit des tournées en compagnie de Mikal Cronin et Charlie Moothart, lui aussi connaissance de longue date, et enfin l'album Hair, écrit avec le guitariste Tim Presley qui officie sous le nom de White Fence.
L'année suivante voit paraitre Fuzz, premier LP d'une énième collaboration avec les anciens des Epsilons, alors que quelques singles avaient déjà été publiés en 2012. Il y officie à la batterie. Leur second effort, intitulé II, paraît le 23 octobre 2015. Ty publie également son 6e album solo nommé Sleeper.
Son album Manipulator, publié le 25 août 2014  fait son apparition dans les classements français et anglais, en plus des charts américains. Il s'agit de son premier double-LP qui s'illustre notamment par la participation du producteur Chris Woodhouse (en).
L'album Emotional Mugger sort le 22 janvier 2016.
En janvier 2017, il publie l'album Ty Segall, enregistré par Steve Albini.
Le 26 janvier 2018, Ty Segall publie le double album Freedom's Goblin. Les sessions d'enregistrement ont lieu à Los Angeles, Chicago et Memphis, avec les producteurs Steve Albini, Lawrence « Boo » Mitchell, et F. Bermudez. L'album contient une reprise d'Every 1's A Winner du groupe Hot Chocolate, avec des percussions assurées par Fred Armisen.
En 2021, Ty Segall inaugure ses nouveaux studios - les Harmonizer Studios - avec l'album Harmonizer, paru le 3 août en version dématérialisée. Coproduit par Cooper Crain (Cave), l'album convoque le Freedom Band (Ben Boye, Charles Moothart, Emmett Kelly, Mikal Cronin), ainsi que Denée, épouse de Ty.

## Discographie
Les albums en gras désignent les LPs principaux de l'artiste.
| Parution          | Album                | Artistes annexes                                                      |
| ----------------- | -------------------- | --------------------------------------------------------------------- |
| 2008              | Halfnonagon          | The Superstitions                                                     |
| 2008              | Horn the Unicorn     | -                                                                     |
| 8 février 2008    | Ty Segall            | -                                                                     |
| 14 juillet 2009   | Lemons               | -                                                                     |
| 14 décembre 2009  | Reverse Shark Attack | Mikal Cronin                                                          |
| 25 mai 2010       | Melted               | -                                                                     |
| 20 juin 2011      | Goodbye Bread        | -                                                                     |
| 28 avril 2012     | Hair                 | White Fence                                                           |
| 26 juin 2012      | Slaughterhouse       | Ty Segall Band (Emily Rose Epstein, Charlie Moothart et Mikal Cronin) |
| 9 octobre 2012    | Twins                | -                                                                     |
| 4 janvier 2013    | Split (EP)           | Black Time                                                            |
| 30 septembre 2013 | Fuzz                 | Fuzz (Charlie Moothart et Roland Cosio)                               |
| 19 août 2013      | Sleeper              | -                                                                     |
| 26 août 2014      | Manipulator          | -                                                                     |
| 23 octobre 2015   | II                   | Fuzz (Charlie Moothart et Chad Ubovich)                               |
| 22 janvier 2016   | Emotional Mugger     | -                                                                     |
| 27 janvier 2017   | Ty Segall            | -                                                                     |
| 26 janvier 2018   | Freedom's Goblin     | -                                                                     |
| 20 juillet 2018   | Joy                  | White Fence                                                           |
| 2 août 2019       | First Taste          | -                                                                     |
| 23 octobre 2020   | III                  | Fuzz (Charlie Moothart et Chad Ubovich)                               |
| 3 août 2021       | Harmonizer           | -                                                                     |
| 22 juillet 2022   | Hello, Hi            | -                                                                     |
| 26 janvier 2024   | Three Bells          | -                                                                     |
| 30 mai 2025       | Possession           | -                                                                     |

| Parution       | Album                 | Artistes annexes         |
| -------------- | --------------------- | ------------------------ |
| 2 février 2015 | Live in San Francisco | -                        |
| 2011           | Live in Aisle Five    | -                        |
| 4 mai 2015     | Live at Pickathon     | King Tuff                |
| 29 mars 2019   | Deforming Lobes       | Ty Segall & Freedom Band |

| Parution | Album             | Artistes annexes |
| -------- | ----------------- | ---------------- |
| 2011     | Singles 2007-2010 | -                |